# Vitrolles-en-Luberon
Vitrolles-en-Luberon is een gemeente in het Franse departement Vaucluse (regio Provence-Alpes-Côte d'Azur) en telt 158 inwoners (2004). De plaats maakt deel uit van het arrondissement Apt.

## Geografie
De oppervlakte van Vitrolles-en-Luberon bedraagt 17,1 km², de bevolkingsdichtheid is 9 inwoners per km².
De onderstaande kaart toont de ligging van Vitrolles-en-Luberon met de belangrijkste infrastructuur en aangrenzende gemeenten.

## Demografie
Onderstaande figuur toont het verloop van het inwonertal (bron: INSEE-tellingen).
1. ↑  Populations de référence 2022.